# Campeonato Paulista de Futebol de 2020 - Segunda Divisão
A Segunda Divisão do Campeonato Paulista de 2020 foi a quadragésima quinta edição desta competição de futebol, equivalente ao quarto escalão do estado e organizada pela Federação Paulista de Futebol (FPF).
Originalmente, a competição seria disputada por 36 clubes e rebaixaria 22 participantes para um quinto escalão, planejado para estrear em 2021. No entanto, a pandemia de COVID-19 obrigou a entidade a reformular o regulamento. Por fim, composta de cinco fases e disputada por 35 equipes entre os dias 18 de outubro e 19 de dezembro. Na primeira fase, os participantes foram divididos em sete grupos, pelos quais os integrantes enfrentaram os adversários da própria chave em jogos de turno e returno. Nas fases eliminatórias, o resultado agregado das duas partidas definiram quem avançou à fase seguinte. Dessa forma, as 16 equipes restantes foram a cada fase reduzidas à metade até a final.
O título desta edição ficou com o São José, que liderou o seu grupo na fase inicial e prosseguiu na competição eliminando Itapirense, Rio Branco, Manthiqueira e Bandeirante. Este também garantiu o acesso para a Série A3 de 2021.

## Formato e participantes
Em sua quadragésima quinta edição, o quarto escalão do estado foi planejado pela Federação Paulista de Futebol para ser disputado por 36 equipe e a criação do quinto escalão para o ano seguinte. Porém, esse planejamento precisou ser reformulado em decorrência da pandemia de COVID-19.
Em setembro de 2020, a entidade divulgou o regulamento e a tabela, composta de cinco fases, sendo uma em formato de pontos corridos e quatro eliminatórias. Na primeira, as 35 equipes participantes foram divididas em sete grupos, pelos quais os integrantes enfrentaram os adversários da própria chave em jogos de turno e returno. Ao término da fase inicial, os dois melhores colocados de cada grupo e os dois melhores terceiros colocados se classificaram.
Por outro lado, as quatro fases seguintes foram compostas por jogos eliminatórios, definidos de acordo com a classificação geral. Conforme preestabelecido no regulamento, o resultado agregado das duas partidas definiram quem avançou à fase seguinte. Assim, as 16 equipes restantes foram a cada fase reduzidas à metade até a final. Em caso de igualdades, a vaga ficou com a equipe de melhor campanha geral. Os 35 participantes desta edição foram:
| Grupo 1 - América-SP - Andradina - Araçatuba - Bandeirante - Tanabi Grupo 2 - Assisense - Grêmio Prudente - Osvaldo Cruz - Tupã - VOCEM Grupo 3 - Francana - Inter de Bebedouro - XV de Jaú - Sãocarlense - Matonense Grupo 4 - Itararé - Elosport - Independente-SP - Rio Branco-SP - União Barbarense | Grupo 5 - Amparo - Flamengo-SP - Guarulhos - Brasilis - Itapirense Grupo 6 - Manthiqueira - Atlético Mogi - São José-SP - União Mogi - União Suzano Grupo 7 - Barcelona - SKA Brasil - Mauaense - Jabaquara - Mauá |

## Resultados
Os resultados das partidas da competição estão apresentados nos chaveamentos abaixo. A primeira fase foi disputada por pontos corridos, com os seguintes critérios de desempates sendo adotados em caso de igualdades: número de vitórias, saldo de gols, , número de gols marcados, número de cartões vermelhos recebidos, número cartões amarelos recebidos e sorteio. Por outro lado, as fases eliminatórias consistiram de partidas de ida e volta, as equipes mandantes da primeira partida estão destacadas em itálico e as vencedoras do confronto, em negrito. Conforme preestabelecido no regulamento, o resultado agregado das duas partidas definiram quem avançou à final, que foi disputada por São José e Bandeirante e vencida pela primeira equipe, que se tornou campeã da edição.

### Primeira fase

#### Grupo 5
- Flamengo de Guarulhos e Itapirense empataram em número de pontos. O posicionamento final foi determinado pelos critérios de desempate, o saldo de gols.

### Fases finais
|  | Oitavas de final    | Oitavas de final     | Oitavas de final    | Oitavas de final    |   |               | Quartas de final               | Quartas de final               | Quartas de final               | Quartas de final               |  |                 | Semifinais          | Semifinais          | Semifinais          | Semifinais          |             |   | Final               | Final               | Final               | Final               |
|  | 21 a 25 de novembro | 21 a 25 de novembro  | 21 a 25 de novembro | 21 a 25 de novembro |   |               | 28 de novembro a 2 de dezembro | 28 de novembro a 2 de dezembro | 28 de novembro a 2 de dezembro | 28 de novembro a 2 de dezembro |  |                 | 10 e 13 de dezembro | 10 e 13 de dezembro | 10 e 13 de dezembro | 10 e 13 de dezembro |             |   | 16 e 19 de dezembro | 16 e 19 de dezembro | 16 e 19 de dezembro | 16 e 19 de dezembro |
|  |                     |                      |                     |                     |   |               |                                |                                |                                |                                |  |                 |                     |                     |                     |                     |             |   |                     |                     |                     |                     |
|  | Amparo              | 0                    | 1                   | 1                   |   |               |                                |                                |                                |                                |  |                 |                     |                     |                     |                     |             |   |                     |                     |                     |                     |
|  | Mauá                | 1                    | 1                   | 2                   |   |               |                                |                                |                                |                                |  |                 |                     |                     |                     |                     |             |   |                     |                     |                     |                     |
|  | Mauá                | 1                    | 1                   | 2                   |   | Mauá          | 2                              | 1                              | 3                              |                                |  |                 |                     |                     |                     |                     |             |   |                     |                     |                     |                     |
|  |                     |                      |                     |                     |   | Mauá          | 2                              | 1                              | 3                              |                                |  |                 |                     |                     |                     |                     |             |   |                     |                     |                     |                     |
|  |                     | Grêmio Prudente (mc) | 1                   | 2                   | 3 |               |                                |                                |                                |                                |  |                 |                     |                     |                     |                     |             |   |                     |                     |                     |                     |
|  | Andradina           | Grêmio Prudente (mc) | 1                   | 2                   | 3 | 0             | 1                              | 1                              |                                |                                |  |                 |                     |                     |                     |                     |             |   |                     |                     |                     |                     |
|  | Andradina           |                      |                     |                     |   | 0             | 1                              | 1                              |                                |                                |  |                 |                     |                     |                     |                     |             |   |                     |                     |                     |                     |
|  | Grêmio Prudente     | 4                    | 3                   | 7                   |   |               |                                |                                |                                |                                |  |                 |                     |                     |                     |                     |             |   |                     |                     |                     |                     |
|  | Grêmio Prudente     | 4                    | 3                   | 7                   |   |               |                                |                                |                                |                                |  | Grêmio Prudente | 1                   | 0                   | 1                   |                     |             |   |                     |                     |                     |                     |
|  |                     |                      |                     |                     |   |               |                                |                                |                                |                                |  | Grêmio Prudente | 1                   | 0                   | 1                   |                     |             |   |                     |                     |                     |                     |
|  |                     | Bandeirante          | 0                   | 2                   | 2 |               |                                |                                |                                |                                |  |                 |                     |                     |                     |                     |             |   |                     |                     |                     |                     |
|  | Osvaldo Cruz        | Bandeirante          | 0                   | 2                   | 2 | 1             | 1                              | 2                              |                                |                                |  |                 |                     |                     |                     |                     |             |   |                     |                     |                     |                     |
|  | Osvaldo Cruz        |                      |                     |                     |   | 1             | 1                              | 2                              |                                |                                |  |                 |                     |                     |                     |                     |             |   |                     |                     |                     |                     |
|  | Independente-SP     | 1                    | 0                   | 1                   |   |               |                                |                                |                                |                                |  |                 |                     |                     |                     |                     |             |   |                     |                     |                     |                     |
|  | Independente-SP     | 1                    | 0                   | 1                   |   | Osvaldo Cruz  | 1                              | 1                              | 2                              |                                |  |                 |                     |                     |                     |                     |             |   |                     |                     |                     |                     |
|  |                     |                      |                     |                     |   | Osvaldo Cruz  | 1                              | 1                              | 2                              |                                |  |                 |                     |                     |                     |                     |             |   |                     |                     |                     |                     |
|  |                     | Bandeirante (mc)     | 0                   | 2                   | 2 |               |                                |                                |                                |                                |  |                 |                     |                     |                     |                     |             |   |                     |                     |                     |                     |
|  | XV de Jaú           | Bandeirante (mc)     | 0                   | 2                   | 2 | 1             | 0                              | 1                              |                                |                                |  |                 |                     |                     |                     |                     |             |   |                     |                     |                     |                     |
|  | XV de Jaú           |                      |                     |                     |   | 1             | 0                              | 1                              |                                |                                |  |                 |                     |                     |                     |                     |             |   |                     |                     |                     |                     |
|  | Bandeirante         | 1                    | 2                   | 3                   |   |               |                                |                                |                                |                                |  |                 |                     |                     |                     |                     |             |   |                     |                     |                     |                     |
|  | Bandeirante         | 1                    | 2                   | 3                   |   |               |                                |                                |                                |                                |  |                 |                     |                     |                     |                     | Bandeirante | 2 | 0                   | 2                   |                     |                     |
|  |                     |                      |                     |                     |   |               |                                |                                |                                |                                |  |                 |                     |                     |                     |                     |             | 2 | 0                   | 2                   |                     |                     |
|  |                     | São José-SP (mc)     | 1                   | 1                   | 2 |               |                                |                                |                                |                                |  |                 |                     |                     |                     |                     |             |   |                     |                     |                     |                     |
|  | Itararé             | São José-SP (mc)     | 1                   | 1                   | 2 | 1             | 1                              | 2                              |                                |                                |  |                 |                     |                     |                     |                     |             |   |                     |                     |                     |                     |
|  | Itararé             |                      |                     |                     |   | 1             | 1                              | 2                              |                                |                                |  |                 |                     |                     |                     |                     |             |   |                     |                     |                     |                     |
|  | Jabaquara           | 0                    | 0                   | 0                   |   |               |                                |                                |                                |                                |  |                 |                     |                     |                     |                     |             |   |                     |                     |                     |                     |
|  | Jabaquara           | 0                    | 0                   | 0                   |   | Itararé       | 1                              | 2                              | 3                              |                                |  |                 |                     |                     |                     |                     |             |   |                     |                     |                     |                     |
|  |                     |                      |                     |                     |   | Itararé       | 1                              | 2                              | 3                              |                                |  |                 |                     |                     |                     |                     |             |   |                     |                     |                     |                     |
|  |                     | Manthiqueira         | 1                   | 3                   | 4 |               |                                |                                |                                |                                |  |                 |                     |                     |                     |                     |             |   |                     |                     |                     |                     |
|  | SKA Brasil          | Manthiqueira         | 1                   | 3                   | 4 | 1             | 1                              | 2                              |                                |                                |  |                 |                     |                     |                     |                     |             |   |                     |                     |                     |                     |
|  | SKA Brasil          |                      |                     |                     |   | 1             | 1                              | 2                              |                                |                                |  |                 |                     |                     |                     |                     |             |   |                     |                     |                     |                     |
|  | Manthiqueira        | 3                    | 3                   | 6                   |   |               |                                |                                |                                |                                |  |                 |                     |                     |                     |                     |             |   |                     |                     |                     |                     |
|  | Manthiqueira        | 3                    | 3                   | 6                   |   |               |                                |                                |                                |                                |  | Manthiqueira    | 1                   | 0                   | 1                   |                     |             |   |                     |                     |                     |                     |
|  |                     |                      |                     |                     |   |               |                                |                                |                                |                                |  | Manthiqueira    | 1                   | 0                   | 1                   |                     |             |   |                     |                     |                     |                     |
|  |                     | São José-SP          | 2                   | 4                   | 6 |               |                                |                                |                                |                                |  |                 |                     |                     |                     |                     |             |   |                     |                     |                     |                     |
|  | Rio Branco-SP       | São José-SP          | 2                   | 4                   | 6 | 1             | 2                              | 3                              |                                |                                |  |                 |                     |                     |                     |                     |             |   |                     |                     |                     |                     |
|  | Rio Branco-SP       |                      |                     |                     |   | 1             | 2                              | 3                              |                                |                                |  |                 |                     |                     |                     |                     |             |   |                     |                     |                     |                     |
|  | Francana            | 0                    | 2                   | 2                   |   |               |                                |                                |                                |                                |  |                 |                     |                     |                     |                     |             |   |                     |                     |                     |                     |
|  | Francana            | 0                    | 2                   | 2                   |   | Rio Branco-SP | 0                              | 1                              | 1                              |                                |  |                 |                     |                     |                     |                     |             |   |                     |                     |                     |                     |
|  |                     |                      |                     |                     |   | Rio Branco-SP | 0                              | 1                              | 1                              |                                |  |                 |                     |                     |                     |                     |             |   |                     |                     |                     |                     |
|  |                     | São José-SP          | 1                   | 1                   | 2 |               |                                |                                |                                |                                |  |                 |                     |                     |                     |                     |             |   |                     |                     |                     |                     |
|  | Itapirense          | São José-SP          | 1                   | 1                   | 2 | 2             | 1                              | 3                              |                                |                                |  |                 |                     |                     |                     |                     |             |   |                     |                     |                     |                     |
|  | Itapirense          |                      |                     |                     |   | 2             | 1                              | 3                              |                                |                                |  |                 |                     |                     |                     |                     |             |   |                     |                     |                     |                     |
|  | São José-SP         | 3                    | 0                   | 3                   |   |               |                                |                                |                                |                                |  |                 |                     |                     |                     |                     |             |   |                     |                     |                     |                     |